# Denys Loukachov
Denys Loukachov, en ukrainien : Денис Лукашов, né le 30 avril 1989 à Donetsk, dans la République socialiste soviétique d'Ukraine, est un joueur ukrainien de basket-ball. Il joue au poste de meneur.